# Torta delle streghe
La "Witches cake" (torta delle streghe) fu di uso molto comune durante il XVI e XVII secolo: essa era usata nella tradizione popolare americana e britannica per identificare le streghe.
Si preparava una focaccia impastando segale e urina delle presunte streghe e poi la si dava in pasto a un cane, con la convinzione che l'animale, consumata la focaccia, sarebbe stato in grado di riconoscere e aggredire la strega responsabile del maleficio.
Nel 1692, a Salem, nella colonia del Massachusetts, la "witches cake" venne spesso utilizzata durante il cosiddetto Processo alle streghe di Salem: infatti una donna del Village, Mary Sibley, la propose come strumento per stabilire la colpevolezza delle sospettate; l'espediente però non ottenne alcun risultato, salvo quello di far ammalare l'animale.